# Boann
Bóann (älter Bóand ['boand], neuirisch Bóinn, auch Schreibungen wie Buann oder Boind erscheinen) ist eine Figur der keltischen Mythologie Irlands und dort die Flussgöttin des Boyne. Die Mythologie erzählt, sie habe die geheime Quelle ihres Gatten Nechtan im Síd durch Herumgehen gegen den Sonnenlauf (tuaithbel) entweiht, worauf sie darin ertrunken sei und der Boyne entstand. Der Name Bóand bedeutet vermutlich „weiße Kuh“. Sie gilt nach dem Lebor Gabála Érenn als Tochter des Delbaeth oder des Tuirenn und Gattin des Nechtan oder des Elcmar.
In einer Erzählung des Mythologischen Zyklus verführt sie der Dagda, nachdem dieser ihren Gatten Nechtan auf eine Mission zu Nuada mit der Silberhand geschickt hat und zeugt mit ihm Angus und Étaín.
In der Táin Bó Froích („Das Wegtreiben der Rinder Froechs“) ist sie die Schwester von Bé Find und die Tante des Titelhelden Froech.
Die Gegend um die vorkeltischen Grabhügel bei Newgrange im Boyne-Tal wird nach ihr Brug na Boinne genannt.